# Liste der denkmalgeschützten Objekte in Prešov/Prešov J–Z
Die Liste der denkmalgeschützten Objekte in Prešov/Prešov J-Z enthält die 108 nach slowakischen Denkmalschutzvorschriften geschützten Objekte in der Stadt Prešov im Okres Prešov in den Straßen beginnend mit J bis Z.

## Denkmäler
| Foto |                 | Denkmal / č. ÚZPF                                       | Standort / Konskr. Nr.                                           | Offizielle Beschreibung                        | Beschreibung                                              | Metadaten                                                                    |
| ---- | --------------- | ------------------------------------------------------- | ---------------------------------------------------------------- | ---------------------------------------------- | --------------------------------------------------------- | ---------------------------------------------------------------------------- |
| ja   | Datei hochladen | Bürgerhaus(sk) ObjektID: 707-3263/2                     | Jarková ul. 99A Standort KG: Prešov Konskr.Nr.: 8464             | priechodový,radový; Knižnica na Jarkovej       | Reihenhaus, Passage, Bibliothek Jarková                   | č. NKP: 707-3263/2 Stand des NKP: 2012-02-08 Name: DOM MEŠTIANSKY II.        |
| ja   | Datei hochladen | Internat(sk) ObjektID: 707-11080/0                      | Jarková ul. 26 Standort KG: Prešov Konskr.Nr.: 3130              | radový                                         | Reihenhaus                                                | č. NKP: 707-11080/0 Stand des NKP: 2012-02-08 Name: INTERNÁT                 |
| ja   | Datei hochladen | Bürgerhaus(sk) ObjektID: 707-11216/0                    | Jarková ul. 35 Standort KG: Prešov Konskr.Nr.:                   | radový; Židovská modlitebňa                    | Reihenhaus, jüdisches Gebetshaus                          | č. NKP: 707-11216/0 Stand des NKP: 2012-02-08 Name: DOM MEŠTIANSKY           |
| ja   | Datei hochladen | Bürgerhaus(sk) ObjektID: 707-11013/0                    | Jarková ul. 37 Standort KG: Prešov Konskr.Nr.:                   | radový                                         | Reihenhaus                                                | č. NKP: 707-11013/0 Stand des NKP: 2012-02-08 Name: DOM MEŠTIANSKY           |
| ja   | Datei hochladen | Internat(sk) ObjektID: 707-3347/0                       | Jarková ul. 49 Standort KG: Prešov Konskr.Nr.: 3096              | chodbová,radová; Domov mládeže                 | Reihenhaus, Jugendhaus                                    | č. NKP: 707-3347/0 Stand des NKP: 2012-02-08 Name: ŠKOLA INTERNÁTNA          |
| ja   | Datei hochladen | Bürgerhaus(sk) ObjektID: 707-11081/0                    | Jarková ul. 53 Standort KG: Prešov Konskr.Nr.:                   | radový                                         | Reihenhaus                                                | č. NKP: 707-11081/0 Stand des NKP: 2012-02-08 Name: DOM MEŠTIANSKY           |
| ja   | Datei hochladen | Bürgerhaus(sk) ObjektID: 707-3348/0                     | Jarková ul. 61 Standort KG: Prešov Konskr.Nr.:                   | nárožný                                        | Eckhaus                                                   | č. NKP: 707-3348/0 Stand des NKP: 2012-02-08 Name: DOM MEŠTIANSKY            |
| ja   | Datei hochladen | Bürgerhaus(sk) ObjektID: 707-10209/0                    | Jarková ul. 63 Standort KG: Prešov Konskr.Nr.:                   | nárožný                                        | Eckhaus                                                   | č. NKP: 707-10209/0 Stand des NKP: 2012-02-08 Name: DOM MEŠTIANSKY           |
| ja   | Datei hochladen | Bürgerhaus(sk) ObjektID: 707-11059/0                    | Jarková ul. 65 Standort KG: Prešov Konskr.Nr.:                   | radový                                         | Reihenhaus                                                | č. NKP: 707-11059/0 Stand des NKP: 2012-02-08 Name: DOM MEŠTIANSKY           |
| ja   | Datei hochladen | Bürgerhaus(sk) ObjektID: 707-10210/0                    | Jarková ul. 67 Standort KG: Prešov Konskr.Nr.:                   |                                                |                                                           | č. NKP: 707-10210/0 Stand des NKP: 2012-02-08 Name: DOM MEŠTIANSKY           |
| ja   | Datei hochladen | Theater(sk) ObjektID: 707-3349/0                        | Jarková ul. 77 Standort KG: Prešov Konskr.Nr.: 3110              | radový; Divadlo ukrajin.nár.                   | Reihenhaus, ukrainisches Theater                          | č. NKP: 707-3349/0 Stand des NKP: 2012-02-08 Name: DIVADLO                   |
| ja   | Datei hochladen | Bürgerhaus(sk) ObjektID: 707-3356/0                     | Jarková ul. 85 Standort KG: Prešov Konskr.Nr.: 3114              | radový                                         | Reihenhaus                                                | č. NKP: 707-3356/0 Stand des NKP: 2012-02-08 Name: DOM MEŠTIANSKY            |
| ja   | Datei hochladen | Synagoge(sk) ObjektID: 707-3350/1                       | Jarková ul. 103 Standort KG: Prešov Konskr.Nr.: 3123,11634       | ortodoxná; Veľká ortodoxná synagóga            | große orthodoxe Synagoge                                  | č. NKP: 707-3350/1 Stand des NKP: 2012-02-08 Name: SYNAGÓGA                  |
| ja   | Datei hochladen | Schlachthofverwaltung(sk) ObjektID: 707-3350/4          | Jarková ul. 103 Standort KG: Prešov Konskr.Nr.: 3123             | Dom správcu a šochetňa                         |                                                           | č. NKP: 707-3350/4 Stand des NKP: 2012-02-08 Name: DOM SPRÁVCU S BITÚNKOM    |
| ja   | Datei hochladen | Gefängnis(sk) ObjektID: 707-1440/2                      | Jarková ul.-Floriánova ul. Standort KG: Prešov Konskr.Nr.: 13090 | nárožná; Caraffova väznica                     | Eckhaus                                                   | č. NKP: 707-1440/2 Stand des NKP: 2012-02-08 Name: VÄZNICA                   |
| ja   | Datei hochladen | Schule(sk) ObjektID: 707-3351/0                         | Kmeťovo stromoradie 2 Standort KG: Prešov Konskr.Nr.: 3219       | nárožná; Alumneum                              | Eckhaus                                                   | č. NKP: 707-3351/0 Stand des NKP: 2012-02-08 Name: ŠKOLA                     |
| ja   | Datei hochladen | Lehrerausbildungsstätte(sk) ObjektID: 707-3352/0        | Kmeťovo stromoradie 5 Standort KG: Prešov Konskr.Nr.: 3222       | Býv.Slov.gymnázium                             | ehem. slowakisches Gymnasium                              | č. NKP: 707-3352/0 Stand des NKP: 2012-02-08 Name: ŠKOLA PEDAGOGICKÁ         |
| ja   | Datei hochladen | Schule(sk) ObjektID: 707-3342/0                         | Konštantínova ul. 1 Standort KG: Prešov Konskr.Nr.: 3316         | radová; Býv.ženský učit.úst.                   | Reihenhaus, ehem. ? für Lehrerinnen                       | č. NKP: 707-3342/0 Stand des NKP: 2012-02-08 Name: ŠKOLA                     |
| ja   | Datei hochladen | Gedenkschule(sk) ObjektID: 707-2015/1                   | Konštantínova ul. 2 Standort KG: Prešov Konskr.Nr.: 3306         | Moyzes Mikuláš; horné gym.,ústav Sancta Maria  | für Nikolaus Moyzes, oberes Gymnasium, Institut St. Maria | č. NKP: 707-2015/1 Stand des NKP: 2012-02-08 Name: ŠKOLA PAMÄTNÁ             |
| ja   | Datei hochladen | Gedenktafel(sk) ObjektID: 707-2015/2                    | Konštantínova ul. 2 Standort KG: Prešov Konskr.Nr.:              | Moyzes Mikuláš; 1872-1944,skladateľ            | für den Schriftsteller Mikuláš Moyzes (1872–1944)         | č. NKP: 707-2015/2 Stand des NKP: 2012-02-08 Name: TABUĽA PAMÄTNÁ            |
| ja   | Datei hochladen | Denkmal(sk) ObjektID: 707-1445/0                        | Konštantínova ul. 6 Standort KG: Prešov Konskr.Nr.:              | obete fašizmu                                  | für die Opfer des Faschismus                              | č. NKP: 707-1445/0 Stand des NKP: 2012-02-08 Name: PAMÄTNÍK                  |
| ja   | Datei hochladen | Synagoge(sk) ObjektID: 707-4108/1                       | Konštantínova ul. 7 Standort KG: Prešov Konskr.Nr.: 3319         | neologická                                     | neologische                                               | č. NKP: 707-4108/1 Stand des NKP: 2012-02-08 Name: SYNAGÓGA                  |
| ja   | Datei hochladen | jüdische Schule(sk) ObjektID: 707-4108/2                | Konštantínova ul. 5 Standort KG: Prešov Konskr.Nr.: 3318         | neologická,základná; Židovská neolog.ľud.škola | neologische Grundschule                                   | č. NKP: 707-4108/2 Stand des NKP: 2012-02-08 Name: ŠKOLA ŽIDOVSKÁ            |
| ja   | Datei hochladen | Bürgerhaus(sk) ObjektID: 707-11015/0                    | Konštantínova ul. 17 Standort KG: Prešov Konskr.Nr.: 3324        | radový                                         | Reihenhaus                                                | č. NKP: 707-11015/0 Stand des NKP: 2012-02-08 Name: DOM MEŠTIANSKY           |
| ja   | Datei hochladen | Bürgerhaus(sk) ObjektID: 707-11016/0                    | Konštantínova ul. 19 Standort KG: Prešov Konskr.Nr.: 3325        | prejazdový,nárožný                             | Reihenhaus, Passage, Haus Weber                           | č. NKP: 707-11016/0 Stand des NKP: 2012-02-08 Name: DOM MEŠTIANSKY           |
| ja   | Datei hochladen | Verdampferstation(sk) ObjektID: 707-4239/1              | Košická ul. 8 Standort KG: Prešov Konskr.Nr.: 3563               | odparovacia; Nový solivar                      | der neuen Saline                                          | č. NKP: 707-4239/1 Stand des NKP: 2012-02-08 Name: STANICA ODPAROVACIA       |
| ja   | Datei hochladen | Bürgerhaus(sk) ObjektID: 707-3339/0                     | Kováčska ul. 1 Standort KG: Prešov Konskr.Nr.: 3356              | nárožný                                        | Eckhaus                                                   | č. NKP: 707-3339/0 Stand des NKP: 2012-02-08 Name: DOM MEŠTIANSKY            |
| ja   | Datei hochladen | Bastion(sk) ObjektID: 707-3355/4                        | Kováčska ul. 4 Standort KG: Prešov Konskr.Nr.: 3354              | kováčska bašta                                 | Schmiede-Bastion                                          | č. NKP: 707-3355/4 Stand des NKP: 2012-02-08 Name: BAŠTA                     |
| ja   | Datei hochladen | Jüdischer Friedhof(sk) ObjektID: 707-11309/1            | Krátka ul. 4 Standort KG: Prešov Konskr.Nr.: 5888                | neologický; Beth Olam,cca 750 náhrob.          | neologischer, ca. 750 Gräber                              | č. NKP: 707-11309/1 Stand des NKP: 2012-02-08 Name: CINTORÍN ŽIDOVSKÝ        |
| ja   | Datei hochladen | jüdische Leichenhalle(sk) ObjektID: 707-11309/2         | Krátka ul. 4 Standort KG: Prešov Konskr.Nr.: 5888                | Ciduk Hadin,obradná hala                       | Ciduk Hadin, Zeremonienhalle                              | č. NKP: 707-11309/2 Stand des NKP: 2012-02-08 Name: MÁRNICA ŽIDOVSKÁ         |
| ja   | Datei hochladen | Büste auf Podest(sk) ObjektID: 707-1453/0               | Legionárov nám. KG: Prešov Konskr.Nr.:                           | Záborský Jonáš; 1812-1876,spisovateľ,kňaz      | des Jonáš Záborský, Schriftsteller, Priester              | č. NKP: 707-1453/0 Stand des NKP: 2012-02-08 Name: BUSTA NA PODSTAVCI        |
| ja   | Datei hochladen | Gedenktafel(sk) ObjektID: 707-2104/0                    | Legionárov nám. 3 Standort KG: Prešov Konskr.Nr.: 2726           | Trnka František; 1900-1943,učiteľ,antifaš.     | für František Trnka, Lehrer, Antifaschist                 | č. NKP: 707-2104/0 Stand des NKP: 2012-02-08 Name: TABUĽA PAMÄTNÁ            |
| ja   | Datei hochladen | Gymnasium(sk) ObjektID: 707-4103/0                      | Legionárov nám. 3 Standort KG: Prešov Konskr.Nr.: 2726           | Bývalá ev.gymnázium                            | ehem. evangelisches Gymnasium                             | č. NKP: 707-4103/0 Stand des NKP: 2012-02-08 Name: GYMNÁZIUM                 |
| ja   | Datei hochladen | Kommandogebäude 1(sk) ObjektID: 707-3345/1              | Lesík delostrelcov 1 Standort KG: Prešov Konskr.Nr.: 11820       | chodbový,solitér; veliteľská budova č.1        | Bau 1                                                     | č. NKP: 707-3345/1 Stand des NKP: 2012-02-08 Name: BUDOVA VELITEĽSKÁ I.      |
| ja   | Datei hochladen | Kommandogebäude 2(sk) ObjektID: 707-3345/2              | Lesík delostrelcov 1 KG: Prešov Konskr.Nr.: 11821                | chodbový,solitér; veliteľská budova č.2        | Bau 2                                                     | č. NKP: 707-3345/2 Stand des NKP: 2012-02-08 Name: BUDOVA VELITEĽSKÁ II.     |
| ja   | Datei hochladen | Gebäude für Aufsichtspersonal(sk) ObjektID: 707-3345/3  | Lesík delostrelcov 1 KG: Prešov Konskr.Nr.: 11822                | chodbový,solitér; strážnica                    | Wachhaus                                                  | č. NKP: 707-3345/3 Stand des NKP: 2012-02-08 Name: BUDOVA DOZORNÉHO ÚTVARU   |
| ja   | Datei hochladen | Kaserne 1(sk) ObjektID: 707-3345/4                      | Lesík delostrelcov 1 KG: Prešov Konskr.Nr.: 11823                | chodbový,solitér; budova mužstva č.4           | Truppenunterkunft Bau 4                                   | č. NKP: 707-3345/4 Stand des NKP: 2012-02-08 Name: KASÁREŇ I.                |
|      | Datei hochladen | Kaserne 2(sk) ObjektID: 707-3345/5                      | Lesík delostrelcov 1 KG: Prešov Konskr.Nr.: 11824                | chodbový,solitér; budova mužstva č.5           | Truppenunterkunft Bau 5                                   | č. NKP: 707-3345/5 Stand des NKP: 2012-02-08 Name: KASÁREŇ II.               |
|      | Datei hochladen | Speisesaal(sk) ObjektID: 707-3345/6                     | Lesík delostrelcov 1 KG: Prešov Konskr.Nr.: 11825                | chodbový,solitér; kuchyňa mužstva č.6          | Gemeinschaftsküche Bau 6                                  | č. NKP: 707-3345/6 Stand des NKP: 2012-02-08 Name: JEDÁLEŇ                   |
| ja   | Datei hochladen | Regimentsstall 1(sk) ObjektID: 707-3345/7               | Lesík delostrelcov 1 KG: Prešov Konskr.Nr.: 11826                | solitér; učebňa,sklad č.7                      | Unterrichtsraum, Lager Bau 7                              | č. NKP: 707-3345/7 Stand des NKP: 2012-02-08 Name: STAJNE PLUKU I.           |
|      | Datei hochladen | Regimentsstall 2(sk) ObjektID: 707-3345/8               | Lesík delostrelcov 1 KG: Prešov Konskr.Nr.: 11827                | solitér; sklad č.8                             | Lager Bau 8                                               | č. NKP: 707-3345/8 Stand des NKP: 2012-02-08 Name: STAJNE PLUKU II.          |
|      | Datei hochladen | Zentralstall(sk) ObjektID: 707-3345/9                   | Lesík delostrelcov 1 KG: Prešov Konskr.Nr.: 11828                | solitér; sklad č.9                             | Lager Bau 9                                               | č. NKP: 707-3345/9 Stand des NKP: 2012-02-08 Name: STAJNE VELITEĽSTVA        |
|      | Datei hochladen | Regimentsstall(sk) ObjektID: 707-3345/10                | Lesík delostrelcov 1 KG: Prešov Konskr.Nr.: 11829                | solitér; sklad č.10                            | Lager Bau 10                                              | č. NKP: 707-3345/10 Stand des NKP: 2012-02-08 Name: STAJNE PLUKU III.        |
| ja   | Datei hochladen | Lager für Pferdezubehör(sk) ObjektID: 707-3345/11       | Lesík delostrelcov 1 KG: Prešov Konskr.Nr.: 11830                | solitér; TOV č.11                              | Bau 11                                                    | č. NKP: 707-3345/11 Stand des NKP: 2012-02-08 Name: SKLAD KONSKÝCH POSTROJOV |
|      | Datei hochladen | Schmiede(sk) ObjektID: 707-3345/12                      | Lesík delostrelcov 1 KG: Prešov Konskr.Nr.: 11831                | solitér; sklad č.12                            | Lager Bau 12                                              | č. NKP: 707-3345/12 Stand des NKP: 2012-02-08 Name: DIELŇA KOVÁČSKA          |
|      | Datei hochladen | Lager 1(sk) ObjektID: 707-3345/13                       | Lesík delostrelcov 1 KG: Prešov Konskr.Nr.: 11832                | solitér; sklad č.13                            | Lager Bau 13                                              | č. NKP: 707-3345/13 Stand des NKP: 2012-02-08 Name: SKLAD I.                 |
|      | Datei hochladen | Stall(sk) ObjektID: 707-3345/14                         | Lesík delostrelcov 1 KG: Prešov Konskr.Nr.: 11833                | solitér; s.pre choré kone,sklad č.14           | Lager Bau 14                                              | č. NKP: 707-3345/14 Stand des NKP: 2012-02-08 Name: STAJNE                   |
|      | Datei hochladen | Werkstatt 1(sk) ObjektID: 707-3345/15                   | Lesík delostrelcov 1 KG: Prešov Konskr.Nr.: 11834                | solitér; dielne č.15                           | Bau 15                                                    | č. NKP: 707-3345/15 Stand des NKP: 2012-02-08 Name: DIELNE I.                |
|      | Datei hochladen | Reithalle(sk) ObjektID: 707-3345/16                     | Lesík delostrelcov 1 KG: Prešov Konskr.Nr.: 11835                | solitér; výrobná hala č.16                     | Halle Bau 16                                              | č. NKP: 707-3345/16 Stand des NKP: 2012-02-08 Name: JAZDIAREŇ                |
|      | Datei hochladen | Werkstatt 2(sk) ObjektID: 707-3345/17                   | Lesík delostrelcov 1 KG: Prešov Konskr.Nr.: 11836                | solitér; sklad č.17                            | Lager Bau 17                                              | č. NKP: 707-3345/17 Stand des NKP: 2012-02-08 Name: DIELNE II.               |
|      | Datei hochladen | Lager 2(sk) ObjektID: 707-3345/18                       | Lesík delostrelcov 1 KG: Prešov Konskr.Nr.: 11842                | solitér; sklad č.25                            | Bau 25                                                    | č. NKP: 707-3345/18 Stand des NKP: 2012-02-08 Name: SKLAD II.                |
|      | Datei hochladen | Arsenal(sk) ObjektID: 707-3345/19                       | Lesík delostrelcov 1 KG: Prešov Konskr.Nr.: 11837                | solitér; stavba pre delá,garáže č.19           | Kanonenbau, Garage, Bau 19                                | č. NKP: 707-3345/19 Stand des NKP: 2012-02-08 Name: ZBROJNICA                |
|      | Datei hochladen | Werkstatt 3(sk) ObjektID: 707-3345/20                   | Lesík delostrelcov 1 KG: Prešov Konskr.Nr.: 11839                | garáže č.21                                    | Garage Bau 21                                             | č. NKP: 707-3345/20 Stand des NKP: 2012-02-08 Name: DIELNE III.              |
|      | Datei hochladen | Remise(sk) ObjektID: 707-3345/21                        | Lesík delostrelcov 1 KG: Prešov Konskr.Nr.: 11840                | solitér; garáže č.22                           | Garage Bau 22                                             | č. NKP: 707-3345/21 Stand des NKP: 2012-02-08 Name: VOZÁREŇ                  |
|      | Datei hochladen | Werkstatt 4(sk) ObjektID: 707-3345/22                   | Lesík delostrelcov 1 KG: Prešov Konskr.Nr.: 11846                | dielne č.30                                    | Bau 30                                                    | č. NKP: 707-3345/22 Stand des NKP: 2012-02-08 Name: DIELNE IV.               |
|      | Datei hochladen | Lager 3(sk) ObjektID: 707-3345/23                       | Lesík delostrelcov 1 KG: Prešov Konskr.Nr.: 11844                | solitér; sklad č.27                            | Bau 27                                                    | č. NKP: 707-3345/23 Stand des NKP: 2012-02-08 Name: SKLAD III.               |
| ja   | Datei hochladen | Park(sk) ObjektID: 707-3345/24                          | Lesík delostrelcov 1 Standort KG: Prešov Konskr.Nr.:             | lesík delostrelcov,areál kas.                  | Hain der Kanoniere, Kasernenbereich                       | č. NKP: 707-3345/24 Stand des NKP: 2012-02-08 Name: PARK                     |
| ja   | Datei hochladen | Bankgebäude(sk) ObjektID: 707-3331/0                    | Levočská ul. 1 Standort KG: Prešov Konskr.Nr.: 6114              | nárožná; Bosákova banka                        | Eckhaus, Bank Bosákov                                     | č. NKP: 707-3331/0 Stand des NKP: 2012-02-08 Name: BANKA                     |
| ja   | Datei hochladen | Statue(sk) ObjektID: 707-2099/1                         | Masarykova ul. 13 Standort KG: Prešov Konskr.Nr.: 2706           | Leto; socha Leta,alegória leta                 | Allegorie des Sommers                                     | č. NKP: 707-2099/1 Stand des NKP: 2012-02-08 Name: SOCHA I.                  |
| ja   | Datei hochladen | Statue(sk) ObjektID: 707-2099/2                         | Masarykova ul. 13 Standort KG: Prešov Konskr.Nr.: 2706           | Zima; socha Zimy,alegória zimy                 | Allegorie des Winters                                     | č. NKP: 707-2099/2 Stand des NKP: 2012-02-08 Name: SOCHA II.                 |
| ja   | Datei hochladen | Stadtpalais(sk) ObjektID: 707-10211/0                   | Masarykova ul. 15 Standort KG: Prešov Konskr.Nr.:                | solitér; Splényiho kúria                       | Herrenhaus Splényi                                        | č. NKP: 707-10211/0 Stand des NKP: 2012-02-08 Name: PALÁC MESTSKÝ            |
| ja   | Datei hochladen | Bürgerhaus(sk) ObjektID: 707-10212/0                    | Metodova ul. 1 Standort KG: Prešov Konskr.Nr.: 3337              |                                                |                                                           | č. NKP: 707-10212/0 Stand des NKP: 2012-02-08 Name: DOM MEŠTIANSKY           |
| ja   | Datei hochladen | Bürgerhaus(sk) ObjektID: 707-10213/0                    | Metodova ul. 3 Standort KG: Prešov Konskr.Nr.: 3338              | radový                                         | Reihenhaus                                                | č. NKP: 707-10213/0 Stand des NKP: 2012-02-08 Name: DOM MEŠTIANSKY           |
| ja   | Datei hochladen | Bürgerhaus(sk) ObjektID: 707-3332/0                     | Metodova ul. 5 Standort KG: Prešov Konskr.Nr.: 3339              | nárožný                                        | Eckhaus                                                   | č. NKP: 707-3332/0 Stand des NKP: 2012-02-08 Name: DOM MEŠTIANSKY            |
| ja   | Datei hochladen | Bürgerhaus(sk) ObjektID: 707-10626/0                    | Metodova ul. 8 Standort KG: Prešov Konskr.Nr.: 3329              | radový                                         | Reihenhaus                                                | č. NKP: 707-10626/0 Stand des NKP: 2012-02-08 Name: DOM MEŠTIANSKY           |
| ja   | Datei hochladen | Bürgerhaus(sk) ObjektID: 707-3334/0                     | Metodova ul. 9 Standort KG: Prešov Konskr.Nr.: 3341              | nárožný                                        | Eckhaus                                                   | č. NKP: 707-3334/0 Stand des NKP: 2012-02-08 Name: DOM MEŠTIANSKY            |
| ja   | Datei hochladen | Bürgerhaus(sk) ObjektID: 707-3335/0                     | Metodova ul. 10 Standort KG: Prešov Konskr.Nr.: 3330             | radový                                         | Reihenhaus                                                | č. NKP: 707-3335/0 Stand des NKP: 2012-02-08 Name: DOM MEŠTIANSKY            |
| ja   | Datei hochladen | Bürgerhaus(sk) ObjektID: 707-3336/0                     | Metodova ul. 12 Standort KG: Prešov Konskr.Nr.: 3331             | nárožný                                        | Eckhaus                                                   | č. NKP: 707-3336/0 Stand des NKP: 2012-02-08 Name: DOM MEŠTIANSKY            |
| ja   | Datei hochladen | Bürgerhaus(sk) ObjektID: 707-3337/0                     | Metodova ul. 15 Standort KG: Prešov Konskr.Nr.: 3344             |                                                |                                                           | č. NKP: 707-3337/0 Stand des NKP: 2012-02-08 Name: DOM MEŠTIANSKY            |
| ja   | Datei hochladen | Wohnhaus(sk) ObjektID: 707-3338/0                       | Metodova ul. 17 Standort KG: Prešov Konskr.Nr.: 3345             |                                                |                                                           | č. NKP: 707-3338/0 Stand des NKP: 2012-02-08 Name: DOM BYTOVÝ                |
| ja   | Datei hochladen | Sporthalle(sk) ObjektID: 707-4104/0                     | Okružná ul. 20 Standort KG: Prešov Konskr.Nr.: 3182              | solitér; Býv.mestské klzisko                   | ehem. städtische Eisbahn                                  | č. NKP: 707-4104/0 Stand des NKP: 2012-02-08 Name: HALA ŠPORTOVÁ             |
| BW   | Datei hochladen | Synagoge(sk) ObjektID: 707-3350/2                       | Okružná ul. 32 Standort KG: Prešov Konskr.Nr.:                   | klaus,sefardská; Klaus-synagóga sefardská      | sephardische                                              | č. NKP: 707-3350/2 Stand des NKP: 2012-02-08 Name: SYNAGÓGA                  |
| ja   | Datei hochladen | jüdische Schule(sk) ObjektID: 707-3350/3                | Okružná ul. 32 Standort KG: Prešov Konskr.Nr.:                   | Židovská škola                                 |                                                           | č. NKP: 707-3350/3 Stand des NKP: 2012-02-08 Name: ŠKOLA ŽIDOVSKÁ            |
| ja   | Datei hochladen | Haus des Rabbiners(sk) ObjektID: 707-3350/5             | Okružná ul. 32 Standort KG: Prešov Konskr.Nr.: 3123              |                                                |                                                           | č. NKP: 707-3350/5 Stand des NKP: 2012-02-08 Name: DOM RABÍNA                |
| ja   | Datei hochladen | Wasserwerk(sk) ObjektID: 707-4238/0                     | Okružná ul. 34 Standort KG: Prešov Konskr.Nr.:                   | Mestská vodáreň Kumst                          | Kommunale Wasserwerke ?                                   | č. NKP: 707-4238/0 Stand des NKP: 2012-02-08 Name: VODÁREŇ                   |
| ja   | Datei hochladen | Kapelle(sk) ObjektID: 707-10661/0                       | Sabinovská ul. KG: Prešov Konskr.Nr.:                            |                                                |                                                           | č. NKP: 707-10661/0 Stand des NKP: 2012-02-08 Name: KAPLNKA                  |
| ja   | Datei hochladen | Bürgerhaus(sk) ObjektID: 707-3310/0                     | Slovenská ul. 8 Standort KG: Prešov Konskr.Nr.: 3263             | radový                                         | Reihenhaus                                                | č. NKP: 707-3310/0 Stand des NKP: 2012-02-08 Name: DOM MEŠTIANSKY            |
| ja   | Datei hochladen | Bürgerhaus(sk) ObjektID: 707-3311/0                     | Slovenská ul. 9 Standort KG: Prešov Konskr.Nr.:                  | radový                                         | Reihenhaus                                                | č. NKP: 707-3311/0 Stand des NKP: 2012-02-08 Name: DOM MEŠTIANSKY            |
| ja   | Datei hochladen | Bürgerhaus(sk) ObjektID: 707-3312/0                     | Slovenská ul. 14 Standort KG: Prešov Konskr.Nr.: 3266            | radový                                         | Reihenhaus                                                | č. NKP: 707-3312/0 Stand des NKP: 2012-02-08 Name: DOM MEŠTIANSKY            |
| ja   | Datei hochladen | Bürgerhaus(sk) ObjektID: 707-10214/0                    | Slovenská ul. 16 Standort KG: Prešov Konskr.Nr.: 3267            | radový                                         | Reihenhaus                                                | č. NKP: 707-10214/0 Stand des NKP: 2012-02-08 Name: DOM MEŠTIANSKY           |
| ja   | Datei hochladen | Bürgerhaus(sk) ObjektID: 707-3313/0                     | Slovenská ul. 18 Standort KG: Prešov Konskr.Nr.: 3268            | radový                                         | Reihenhaus                                                | č. NKP: 707-3313/0 Stand des NKP: 2012-02-08 Name: DOM MEŠTIANSKY            |
| ja   | Datei hochladen | Internat(sk) ObjektID: 707-4134/0                       | Slovenská ul. 20 Standort KG: Prešov Konskr.Nr.: 3269            | radový; Domov mládeže                          | Reihenhaus, Jugendhaus                                    | č. NKP: 707-4134/0 Stand des NKP: 2012-02-08 Name: INTERNÁT                  |
| ja   | Datei hochladen | Bürgerhaus(sk) ObjektID: 707-4135/0                     | Slovenská ul. 22 Standort KG: Prešov Konskr.Nr.:                 | radový                                         | Reihenhaus                                                | č. NKP: 707-4135/0 Stand des NKP: 2012-02-08 Name: DOM MEŠTIANSKY            |
| ja   | Datei hochladen | Bürgerhaus(sk) ObjektID: 707-3314/0                     | Slovenská ul. 24 Standort KG: Prešov Konskr.Nr.: 3271            | radový                                         | Reihenhaus                                                | č. NKP: 707-3314/0 Stand des NKP: 2012-02-08 Name: DOM MEŠTIANSKY            |
| ja   | Datei hochladen | Bürgerhaus(sk) ObjektID: 707-3315/0                     | Slovenská ul. 26 Standort KG: Prešov Konskr.Nr.: 3272            | radový                                         | Reihenhaus                                                | č. NKP: 707-3315/0 Stand des NKP: 2012-02-08 Name: DOM MEŠTIANSKY            |
| ja   | Datei hochladen | Bürgerhaus(sk) ObjektID: 707-10215/0                    | Slovenská ul. 28 Standort KG: Prešov Konskr.Nr.: 3273            | radový                                         | Reihenhaus                                                | č. NKP: 707-10215/0 Stand des NKP: 2012-02-08 Name: DOM MEŠTIANSKY           |
| ja   | Datei hochladen | Bürgerhaus(sk) ObjektID: 707-3316/0                     | Slovenská ul. 30 Standort KG: Prešov Konskr.Nr.: 3274            | radový                                         | Reihenhaus                                                | č. NKP: 707-3316/0 Stand des NKP: 2012-02-08 Name: DOM MEŠTIANSKY            |
| ja   | Datei hochladen | Bürgerhaus(sk) ObjektID: 707-3317/0                     | Slovenská ul. 32 Standort KG: Prešov Konskr.Nr.: 3275            |                                                |                                                           | č. NKP: 707-3317/0 Stand des NKP: 2012-02-08 Name: DOM MEŠTIANSKY            |
| ja   | Datei hochladen | Bürgerhaus(sk) ObjektID: 707-3318/0                     | Slovenská ul. 34 Standort KG: Prešov Konskr.Nr.: 3276            | nárožný                                        | Eckhaus                                                   | č. NKP: 707-3318/0 Stand des NKP: 2012-02-08 Name: DOM MEŠTIANSKY            |
| ja   | Datei hochladen | Bezirkshaus(sk) ObjektID: 707-3321/1                    | Slovenská ul. 40 Standort KG: Prešov Konskr.Nr.: 3279            | nárožný,palácový; Župný dom                    | Eckhaus, palastartig                                      | č. NKP: 707-3321/1 Stand des NKP: 2012-02-08 Name: DOM ŽUPNÝ                 |
| ja   | Datei hochladen | Verwaltungsgebäude(sk) ObjektID: 707-3321/2             | Slovenská ul. 40 Standort KG: Prešov Konskr.Nr.: 7937 ?          | solitér ?                                      |                                                           | č. NKP: 707-3321/2 Stand des NKP: 2012-02-08 Name: BUDOVA ADMINISTRATÍVNA    |
| ja   | Datei hochladen | Bürgerhaus(sk) ObjektID: 707-3322/0                     | Slovenská ul. 42 Standort KG: Prešov Konskr.Nr.:                 | radový                                         | Reihenhaus                                                | č. NKP: 707-3322/0 Stand des NKP: 2012-02-08 Name: DOM MEŠTIANSKY            |
| ja   | Datei hochladen | Bürgerhaus(sk) ObjektID: 707-3323/0                     | Slovenská ul. 44 Standort KG: Prešov Konskr.Nr.: 3281            | radový                                         | Reihenhaus                                                | č. NKP: 707-3323/0 Stand des NKP: 2012-02-08 Name: DOM MEŠTIANSKY            |
| ja   | Datei hochladen | Bürgerhaus(sk) ObjektID: 707-3325/0                     | Slovenská ul. 54 Standort KG: Prešov Konskr.Nr.: 3286            | radový                                         | Reihenhaus                                                | č. NKP: 707-3325/0 Stand des NKP: 2012-02-08 Name: DOM MEŠTIANSKY            |
| ja   | Datei hochladen | Bürgerhaus(sk) ObjektID: 707-11186/0                    | Slovenská ul. 58 Standort KG: Prešov Konskr.Nr.: 3288            | radový                                         | Reihenhaus                                                | č. NKP: 707-11186/0 Stand des NKP: 2012-02-08 Name: DOM MEŠTIANSKY           |
| ja   | Datei hochladen | Bürgerhaus(sk) ObjektID: 707-3326/0                     | Slovenská ul. 60 Standort KG: Prešov Konskr.Nr.: 3289            | radový                                         | Reihenhaus                                                | č. NKP: 707-3326/0 Stand des NKP: 2012-02-08 Name: DOM MEŠTIANSKY            |
| ja   | Datei hochladen | Bürgerhaus(sk) ObjektID: 707-3327/0                     | Slovenská ul. 80 Standort KG: Prešov Konskr.Nr.: 3299            | radový                                         | Reihenhaus                                                | č. NKP: 707-3327/0 Stand des NKP: 2012-02-08 Name: DOM MEŠTIANSKY            |
| ja   | Datei hochladen | Bürgerhaus(sk) ObjektID: 707-3328/0                     | Slovenská ul. 82 Standort KG: Prešov Konskr.Nr.: 3300            | radový                                         | Reihenhaus                                                | č. NKP: 707-3328/0 Stand des NKP: 2012-02-08 Name: DOM MEŠTIANSKY            |
| ja   | Datei hochladen | Bürgerhaus(sk) ObjektID: 707-3329/0                     | Slovenská ul. 84 Standort KG: Prešov Konskr.Nr.:                 | radový                                         | Reihenhaus                                                | č. NKP: 707-3329/0 Stand des NKP: 2012-02-08 Name: DOM MEŠTIANSKY            |
| ja   | Datei hochladen | Bürgerhaus(sk) ObjektID: 707-10216/0                    | Slovenská ul. 86 Standort KG: Prešov Konskr.Nr.:                 | radový                                         | Reihenhaus                                                | č. NKP: 707-10216/0 Stand des NKP: 2012-02-08 Name: DOM MEŠTIANSKY           |
| ja   | Datei hochladen | Bürgerhaus(sk) ObjektID: 707-3330/0                     | Slovenská ul. 92 Standort KG: Prešov Konskr.Nr.: 3305            | radový                                         | Reihenhaus                                                | č. NKP: 707-3330/0 Stand des NKP: 2012-02-08 Name: DOM MEŠTIANSKY            |
| ja   | Datei hochladen | Mühle(sk) ObjektID: 707-4105/0                          | Suchomlynská ul. 9 Standort KG: Prešov Konskr.Nr.: 3211          | Suchý mlyn na konský pohon                     | Trockenmühle Stromerzeugung mit Pferdekraft               | č. NKP: 707-4105/0 Stand des NKP: 2012-02-08 Name: MLYN                      |
| ja   | Datei hochladen | Bürgerhaus(sk) ObjektID: 707-11215/0                    | Svätoplukova ul. 1 Standort KG: Prešov Konskr.Nr.: 3224          | nárožný; Kaviareň Berger                       | Eckhaus, Cafe Berger                                      | č. NKP: 707-11215/0 Stand des NKP: 2012-02-08 Name: DOM MEŠTIANSKY           |
| ja   | Datei hochladen | Bürgerhaus(sk) ObjektID: 707-11082/0                    | Svätoplukova ul. 3 Standort KG: Prešov Konskr.Nr.: 3226          | radový                                         | Reihenhaus                                                | č. NKP: 707-11082/0 Stand des NKP: 2012-02-08 Name: DOM MEŠTIANSKY           |
| ja   | Datei hochladen | Bürgerhaus(sk) ObjektID: 707-11083/0                    | Svätoplukova ul. 8 Standort KG: Prešov Konskr.Nr.:               | radový                                         | Reihenhaus                                                | č. NKP: 707-11083/0 Stand des NKP: 2012-02-08 Name: DOM MEŠTIANSKY           |
| ja   | Datei hochladen | Laube(sk) ObjektID: 707-11017/0                         | Svätoplukova ul. 11 Standort KG: Prešov Konskr.Nr.: 3233         | kameň,tehla                                    | Stein, Ziegel                                             | č. NKP: 707-11017/0 Stand des NKP: 2012-02-08 Name: ALTÁNOK                  |
| ja   | Datei hochladen | Orthodoxer jüdischer Friedhof(sk) ObjektID: 707-11310/0 | Tehelná ul. KG: Prešov Konskr.Nr.:                               | ortodoxný; Bet Olam,cca 50 náhrobní.           | orthodoxer, ca. 80 Gräber                                 | č. NKP: 707-11310/0 Stand des NKP: 2012-02-08 Name: CINTORÍN ŽIDOVSKÝ        |
|      | Datei hochladen | Grab mit Grabstein(sk) ObjektID: 707-1458/0             | Vajanského ul. KG: Prešov Konskr.Nr.:                            | Klein-Tesnoskalský B.; 1853–1941, spisovateľ   | B. Klein-Tesnoskalský, Schriftsteller                     | č. NKP: 707-1458/0 Stand des NKP: 2012-02-08 Name: HROB S NÁHROBNÍKOM        |

## Legende
Die Tabelle enthält im Einzelnen folgende Informationen:
| Foto:                    | Fotografie des Denkmals. |
| Denkmal / č. ÚZPF:       | Die Übersetzung der Bezeichnung des Denkmals, wie sie vom Slowakischen Denkmalamt (Pamiatkový úrad Slovenskej republiky) verwendet wird. Die Originalbezeichnung ist unter dem Fragezeichen angegeben. Fehlt die Übersetzung, so wird die Originalbezeichnung direkt angezeigt. Weiters ist die Objekt-Identifikationsnummer (Objekt ID) angeführt. Sie ist die offizielle, in der Slowakei eindeutige Nummer č. ÚZPF inklusive der zugehörigen Zählnummer, wie sie in den Daten des Denkmalamtes angegeben wird. Da diese nur innerhalb eines Landkreises gezählt wird, ist dessen Nummer der Denkmalnummer vorangestellt. |
| Standort:                | Wenn in der Liste vorhanden, ist die Adresse angegeben. In Klammern kann sich noch eine zusätzliche Adresse befinden, wenn es beispielsweise ein Eckhaus ist. Bei freistehenden Objekten ohne Adresse (zum Beispiel bei Bildstöcken) ist eine Adresse angegeben, die in der Nähe des Objekts liegt. Durch Aufruf des Links Standort wird die Lage des Denkmals in verschiedenen Kartenprojekten angezeigt. Darunter sind die Katastralgemeinde (KG) und, wenn vorhanden, die Konskriptionsnummer (Konskr. Nr.) angegeben.                                                                                                   |
| Offizielle Beschreibung: | Es ist die Kurzbeschreibung auf Slowakisch, wie sie in den offiziellen Listen angegeben ist, eingetragen. |
| Beschreibung:            | Kurze Angaben zum Denkmal auf Deutsch. |
| Metadaten:               | Zusätzlich werden, wenn in den persönlichen Einstellungen das Helferlein Dauerhaftes Einblenden von Metadaten aktiviert ist, ebensolche angezeigt. |

- Karte mit allen Koordinaten:
- OSM |
- WikiMap